# Letecká základna Šajrát
Letecká základna Šajrát (arabsky قاعدة الشعيرات الجوية‎) je letecká základna Syrských arabských vzdušných sil nacházející se 40 km jihovýchodně od Homsu v západní části guvernorátu Homs v Sýrii. Základna byla postavena v 60. letech 20. století a zahrnuje 40 opevněných hangárů a dvě runwaye. Podle Pentagonu jsou zde také skladovány chemické zbraně.
V době občanské války v druhé dekádě jednadvacátého století zde byly rozmístěny syrské jednotky vybavené letouny MiG-25, MiG-23 a Su-17 a základnu také používají v rámci své intervence v Sýrii Vojenské vzdušné síly Ruské federace, aby odlehčily své syrské základně Hmímím.

## Americký útok 7. dubna 2017
V 04:40 hodin místního času dne 7. dubna 2017 zaútočilo na základnu Námořnictvo Spojených států amerických 59 střelami s plochou dráhou letu BGM-109 Tomahawk. Podle prohlášení Ministerstva obrany Spojených států amerických tento útok nařídil prezident Spojených států Donald Trump, jelikož „ze základny byl veden útok chemickými zbraněmi na Chán Šajchún“.[zdroj⁠?!] Střely byly odpáleny z torpédoborců USS Porter a USS Ross amerického námořnictva ve Středozemním moři. Podle amerického mluvčího dopadlo 59 ze 60 vypuštěných střel na cíl, jedna vybuchla hned po odpálení.
Dle vyjádření mluvčího ruského ministerstva obrany generála Igora Konašenkova na základnu dopadlo pouhých 23 z 59 vystřelených Tomahawků, zničeno bylo 6 letounů MiG-23. Jeho prohlášení je však v rozporu s mapou neznámého autora sdílenou na Twitteru, kde je zakreslených celkem 44 zásahů, toho 15 na hangáry pro letadla, 10 na muniční sklady, 7 na sklady paliva, 7 na dílny a 5 na zařízení protivdušné obrany.
Talal Barasi, syrský guvernér Homsu, uvedl druhý den po útoku, že ze základny znovu odstartovala letadla. Syrská observatoř pro lidská práva se sídlem v Londýně též uvedla, že startovala bojová letadla. Uvedené časové údaje obou jsou však ve vzájemném rozporu a Ministerstvo obrany Spojených států amerických se k tomu nevyjádřilo.